# SN 2002ck
SN 2002ck – supernowa typu Ia odkryta 23 kwietnia 2002 roku w galaktyce UGC 10030. W momencie odkrycia miała maksymalną jasność 16,80m.